# Grigori Tjor
Grigori Illarionovich Tjor (en ruso: Григорий Илларионович Тхор; Podlipnoe, 28 de septiembre de 1903 - Nuremberg, enero de 1943) fue un aviador soviético, voluntario de la guerra civil española, de la segunda guerra sino-japonesa; y general de división de la Fuerza Aérea Soviética. Fue capturado durante el curso de la Batalla de Kiev (1941). Fue encarcelado en varios campos de concentración y también torturado repetidamente, hasta su ejecución por un pelotón de fusilamiento en enero de 1943. Fue condecorado póstumamente con el título de Héroe de la Unión Soviética.

## Biografía
Tjor nació el 28 de septiembre de 1903 en el pueblo de Podlipnoe, Raión de Konotop. Pertenecía a una familia de agricultores de etnia ucraniana. Después de graduarse de una escuela de quinto grado, pasó a trabajar en la granja de su padre. En 1923 se alistó en el Ejército Rojo. En 1924 se graduó de una academia de infantería, y posteriormente comandó varias formaciones de infantería. En 1931 se graduó de una escuela de pilotos navegantes, en 1935 se convirtió en piloto. Estuvo al mando de varios escuadrones hasta 1937, cuando fue ascendido a mando de una brigada perteneciente a la 64.º División de Bombarderos Pesados.
Tjor luchó en la Guerra Civil Española, volando 102 misiones de combate en apoyo de las fuerzas republicanas. Luego se desempeñó como subcomandante de la fuerza aérea del Distrito Militar de Transbaikal. A finales de abril de 1938, el escuadrón de bombarderos pesados de Tjor abandonó Irkutsk para unirse al Grupo de Voluntarios Soviéticos que luchaba en el lado chino en la segunda guerra sino-japonesa. La unidad hizo paradas en Mongolia, Suzhou y Lanzhou antes de llegar a su destino final, Hankou. En China, Tjor se distinguió como un piloto capaz que podía volar en una variedad de aviones que los pilotos chinos habían descartado previamente como inservibles. Simultáneamente actuó como asesor sénior en la Fuerza Aérea de la República de China. El 4 de agosto de 1939 se le concedió el rango de Kombrig.
A su regreso de China, Tjor fue trasladado al Distrito Militar de Kiev, donde ocupó el cargo de subcomandante de la 62.º División de Bombarderos Pesados con el rango de mayor general. En mayo de 1941, se graduó de la Academia Militar del Estado Mayor de las Fuerzas Armadas de Rusia. Cuando estalló la Operación Barbarroja, participó en la defensa de la frontera con Ucrania. Su avión fue derribado en una pelea en la etapa final de la Batalla de Kiev (1941), aterrizó detrás de las líneas enemigas y una patrulla alemana lo encontró inconsciente. Inicialmente fue llevado al centro de detención de Moabit, donde se negó a convertirse en un traidor a pesar de haber sido sometido a tortura. Posteriormente fue detenido en Oflag-XIII D, una prisión de Nurenberg y el campo de concentración de Flossenbürg. Durante este período de tiempo fue interrogado regularmente, a menudo regresaba en camillas empapadas de sangre. Fue ejecutado por un pelotón de fusilamiento en enero de 1943. Los detalles sobre su cautiverio y muerte fueron desclasificados 15 años después del final de la guerra.

## Reconocimientos
Tjor fue galardonado con la Orden de la Insignia de Honor en 1936. Había sido condecorado con la Orden de la Bandera Roja en tres ocasiones (1937, 1937, 1938), recibió la Orden de Lenin en 1939. El 26 de junio de 1991, Mijaíl Gorbachov le otorgó póstumamente el título de Héroe de la Unión Soviética, citando su valentía durante el transcurso de la Segunda Guerra Mundial.